# Eve Lindley
Eve Lindley (née en 1993) est une actrice américaine. Elle est surtout connue pour ses rôles dans la série télévisée Dispatches from Elsewhere et son apparition dans le film All We Had.

## Biographie
Eve Lindley est née le 12 janvier 1993 à Danbury, dans le Connecticut, d'un père américain et d'une mère cubaine. Elle a deux sœurs aînées. Ses parents ont divorcé quand elle avait deux ans et ont obtenu la garde partagée. À son entrée en cinquième (seventh grade), elle vivait avec son père. Lindley est une femme transgenre qui a commencé sa transition au lycée, avec le soutien de son père.
Avant de faire ses débuts au cinéma dans All We Had au Festival du film de Tribeca en 2016, Lindley a travaillé dans divers domaines notamment dans la confection de costumes, la vente et comme barista et promeneuse de chiens. Elle est surtout connue pour avoir joué le rôle de Simone dans la série télévisée Dispatches from Elsewhere, aux côtés de Jason Segel, Sally Field et André Benjamin.